# Tredici uomini e un cannone
Tredici uomini e un cannone è un film del 1936 diretto da Giovacchino Forzano.
Il film venne presentato in concorso a Venezia alla 4ª Mostra del Cinema.